# Bodyrox
Bodyrox è un duo di dj britannici composto da Jon Pearn, già membro del duo Full Intention, e Nick Bridges. 
Il loro primo singolo Yeah Yeah, Move Ya Body (uscito il 30 ottobre 2006) ha raggiunto un ottimo successo in molteplici versioni (nelle discoteche, in radio e alla tv) anche grazie al contributo del remix di D. Ramirez. Inoltre ha raggiunto il secondo posto della UK Top 40, oltre a buoni risultati in Spagna, Finlandia e Paesi Bassi.
Altri successi sono stati il remix di Another Chance dei Sound of Heaven e Jump.

## Discografia

### Singoli
| Anno | Canzone                                 | Official Singles Chart | Classifica Spagnola | Piczo Countdown Viewers Choice |
| ---- | --------------------------------------- | ---------------------- | ------------------- | ------------------------------ |
| 2006 | "Yeah Yeah"                             | 45                     | 33                  | -                              |
| 2006 | "Yeah Yeah" (Ramirez mix)               | 2                      | 1                   | 7                              |
| 2006 | "Jump"                                  | -                      | -                   | -                              |
| 2006 | "Another Chance"                        | -                      | -                   | -                              |
| 2007 | "What Planet U On?" (featuring Luciana) | -                      | 19*                 | -                              |